# Флаг Мазовецкого воеводства
Флаг Мазовецкого воеводства (пол. Flaga województwa mazowieckiego) — один из символов Мазовецкого воеводства Польши. Флаг был утверждён Постановлением Сеймика Мазовецкого воеводства № 91/06 от 29 мая 2006 года.

## Описание
Флаг представляет собой прямоугольное полотнище красного цвета с соотношением высоты к ширине, равным 5:8. На левой стороне флага — белый орел без короны, с золотыми клювом и когтями.
До 2006 года на флаге воеводства, в соответствии с утверждённым на тот момент гербом, был изображён серебряный (белый) орёл с золотыми клювом и когтями и золотым кольцом, скрепляющим хвост.
Однако Геральдическая комиссия сочла, что указанное изображение орла, заимствованное с печати Земовита III, имеет мало общего с региональными геральдическими традициями Мазовии. Геральдической комиссией были пересмотрены изображения герба и флага и в 2006 году был утверждён действующий в настоящее время флаг.
Согласно § 2 Постановления Сеймика Мазовецкого воеводства № 91/06 от 29 мая 2006 года, флаг является собственностью воеводства и подлежит правовой защите.
Автором проекта флага является польский художник Анджей Гейдрих.